# Galaxy (круизный паром)
Круизный паром Galaxy построен в 2006 г. на верфи Aker Finnyards (Раума, Финляндия) и в своё время являлся самым крупным судном паромного оператора Tallink.
Galaxy обслуживал пассажиров на линии Таллин-Хельсинки с апреля 2006 года до 15 июля 2008 года, когда ему на смену пришли однотипные Baltic Princess и Baltic Queen.
В настоящее время судно работает на линии Стокгольм — Мариехамн — Турку.
Утром 31 июля 2010 г. при следовании из Турку на Аландские острова на судне загорелся автомобиль, однако пожар удалось потушить в течение 15 минут, пострадавших нет.

## Фотографии парома

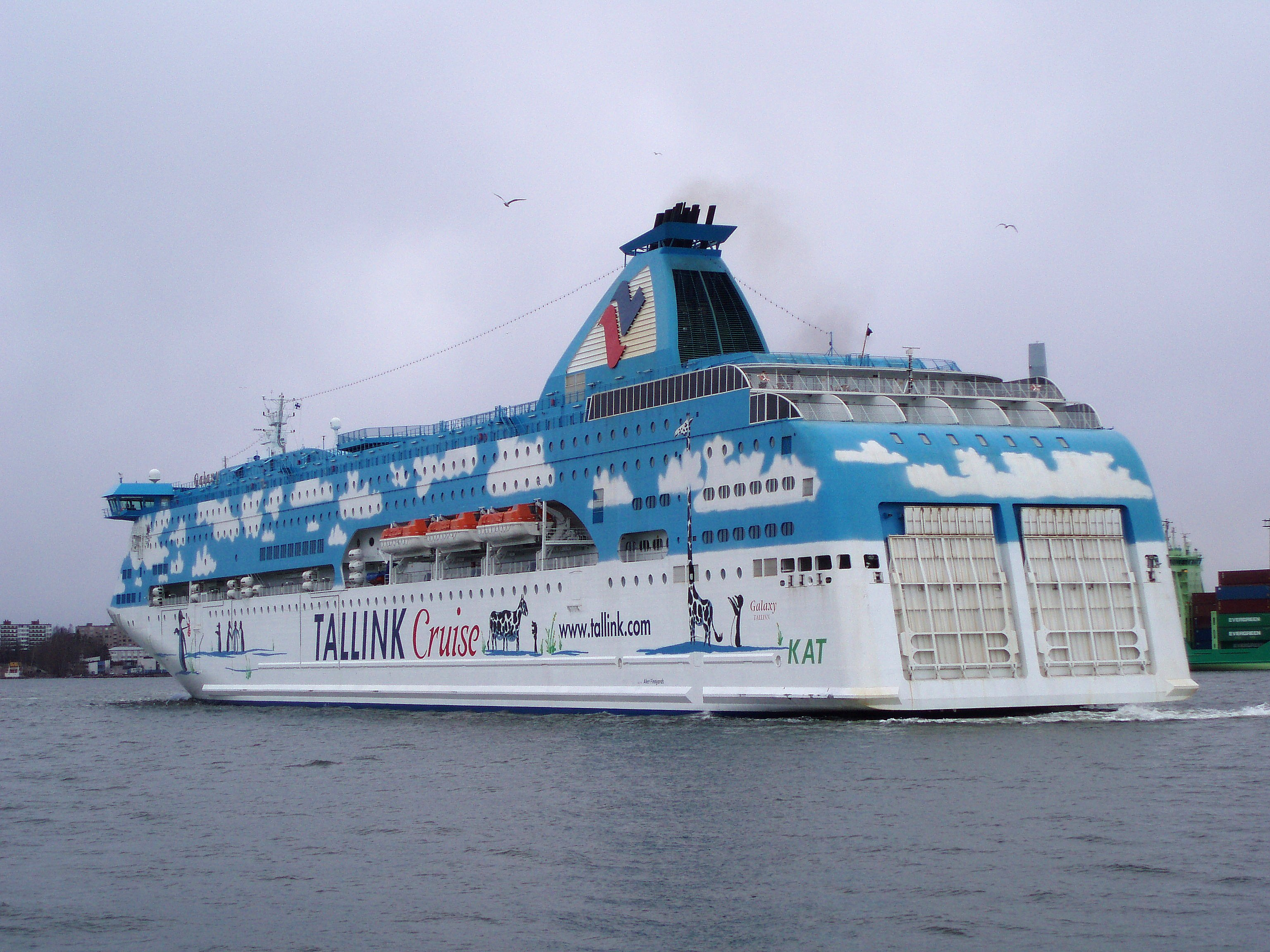
Galaxy в Западном порту Хельсинки
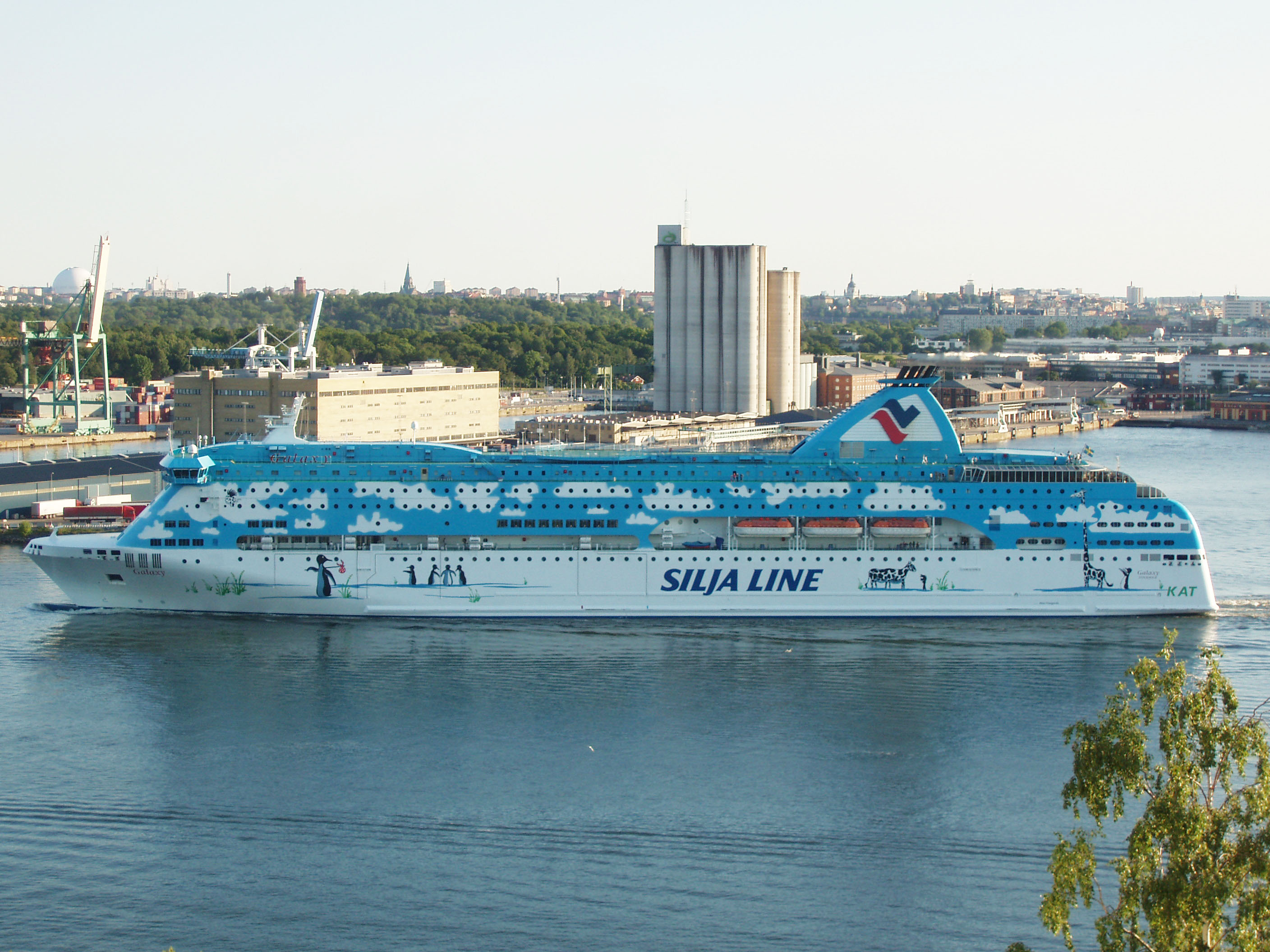
Galaxy в порту Стокгольма
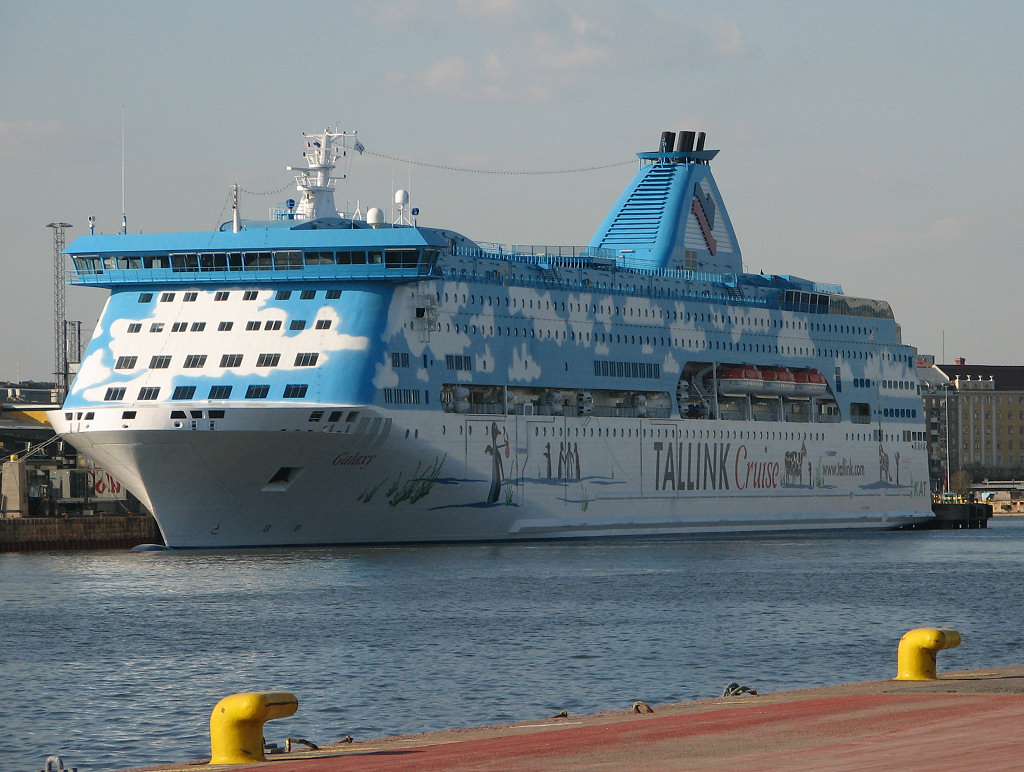
В центре Хельсинки
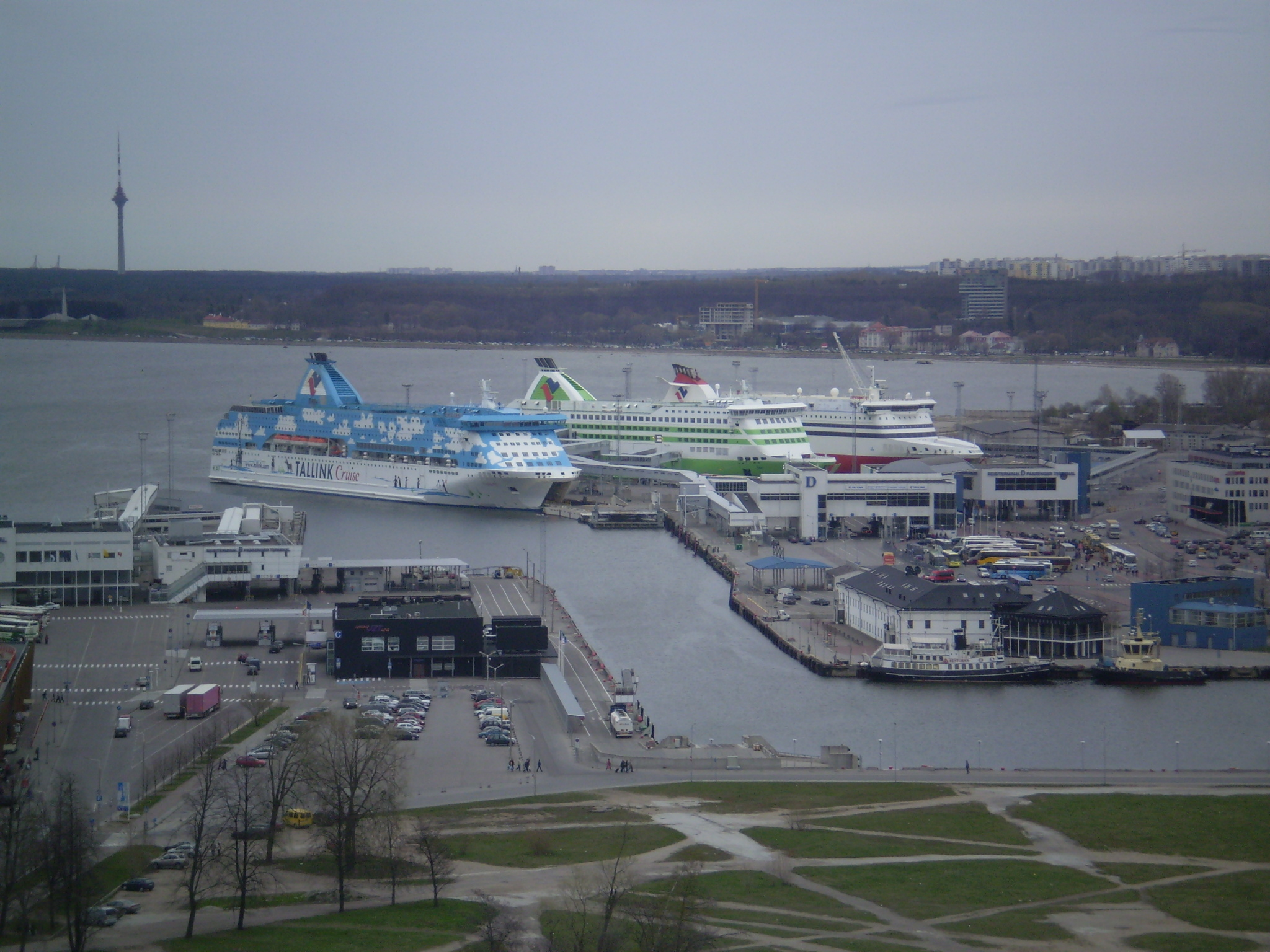
В порту Таллина